# سورچرانی بزرگ
سورچرانی بزرگ یا شکم‌چرانی بزرگ (فرانسوی: La Grande Bouffe‎) فیلمی کمدی-درام به کارگردانی مارکو فرری است که در سال ۱۹۷۳ منتشر شد.

## بازیگران
- مارچلو ماسترویانی
- اوگو تونیاتسی
- میشل پیکولی
- فیلیپ نوآره
- آندریا فریول
- فلورنس جورجتی
- جیمز کمپل
- مونیک شومت

## داستان
گروهی از مردان به ویلایی در حومه فرانسه می‌روند و در آنجا تصمیم می‌گیرند تا حد مرگ غذا بخورند.

## شعر باغ
در صحنه آخر در باغ شعری از دوروتی فرانسس گورنی روی نیمکت نوشته شده است. بسیاری از باغداران این شعر را در باغ‌های خود نوشته‌اند: «بوسهٔ خورشید برای بخشش. آواز پرندگان برای شادی. در یک باغ بیش از هر جای دیگر روی زمین به قلب خدا نزدیکتری.»

## نقش‌ها
پدر میشل پیکولی، هنری پیکولی و دخترش کوردلیا پیکولی در این فیلم بازی می‌کنند.